# ورگرا، اروگوئه
ورگرا، اروگوئه (به لاتین: Vergara, Uruguay) یک منطقهٔ مسکونی در اروگوئه است که در Treinta y Tres Department واقع شده‌است.

## خصوصیات
ورگرا ۳٬۸۱۰ نفر جمعیت دارد.